# Кріс Капплер
Кріс Капплер (англ. Chris Kappler, 9 лютого 1967) — американський вершник.
Учасник Олімпійських Ігор 2004 року.